# Майерс, Пол Захари
Пол Заха́ри Ма́йерс (англ. Paul Zachary Myers; PZ Myers, родился 7 марта 1957 года в Кенте, штат Вашингтон) — американский биолог и блогер. Профессор Миннесотского университета в Моррисе. Получил докторскую степень в Орегонском университете, где также преподавал. Известен как критик креационизма и концепции разумного замысла, открытый атеист. Блог Майерса в 2006 году был отмечен журналом «Nature» как один из 5 самых популярных блогов учёных. В 2013 году была опубликована его первая книга The Happy Atheist, являющаяся в значительной степени компиляцией записей из его блога.
В его честь назван астероид (153298) Paulmyers. В 2009 году Американская гуманистическая ассоциация выбрала его гуманистом года.

## Биография
Майерс родился 7 марта 1957 года в городе Кент, штат Вашингтон, и был старшим из шестерых детей в семье. Его назвали Пол Захари в честь его деда, но биолог предпочитал, чтобы его звали по инициалам PZ. Майерс считает, что стал фанатом науки с раннего возраста, когда его увлекла зоология и морская биология после изучения внутренностей рыб на рыбалке с отцом.
Майерс был воспитан как лютеранин, однако перед конфирмацией начал понимать, что не верит ни единому слову этой конфессии.